# J.League Division 1 2006
La stagione 2006 è stata l'undicesima edizione della J.League Division 1, massimo livello del campionato giapponese di calcio.

## Avvenimenti

### Il campionato
L'inizio del torneo registrò l'ascesa degli Yokohama F·Marinos, soli al comando a punteggio pieno dopo quattro giornate. Dopo quattro giorni andò in scena il primo big match del torneo, contro gli Urawa Red Diamonds staccati di due punti: una vittoria per 3-1 proietterà questi ultimi in vetta alla graduatoria. Nelle giornate successive i Red Diamonds diedero avvio alla fuga, inseguiti a breve distanza dai campioni in carica del Gamba Osaka, succedutisi nel frattempo agli Yokohama F·Marinos nel ruolo di principale concorrente alla lotta al titolo: approfittando di una sconfitta rimediata dalla capolista contro lo Shimizu S-Pulse al nono turno, i detentori del titolo prenderanno in comando solitario della classifica, perdendolo tuttavia dopo una settimana a causa di una sconfitta con l'Albirex Niigata. L'inizio di maggio vide l'ascesa del Kawasaki Frontale che, dopo essere rimasto a ridosso della vetta, approfitterà di un calo di rendimento dei Red Diamonds per portarsi in vetta. Dopo aver respinto un primo attacco del Gamba Osaka (in testa al termine della quattordicesima giornata), il Kawasaki Frontale concluderà il girone di andata in testa, a pari merito con gli Urawa Red Diamonds, nel frattempo ripresisi dal calo di rendimento.
L'inizio del girone di ritorno fu favorevole al Gamba Osaka, che prese immediatamente il comando della classifica: dopo aver ricacciato indietro un aggancio da parte degli Urawa Red Diamonds, la capolista tenterà una fuga sino ad ottenere, alla ventiquattresima giornata, un vantaggio di tre punti dai diretti avversari. In quel frangente, tuttavia, la capolista si bloccò ottenendo un punto nelle successive sei partite: ne approfittarono gli Urawa Red Diamonds, che nelle ultime quattro gare gestirono il vantaggio accumulato durante il periodo di calo degli avversari (sei punti), ottenendo tuttavia il loro primo titolo all'ultima giornata, grazie ad una vittoria nello scontro diretto. In seguito a tale risultato il Gamba Osaka perse anche il secondo posto in favore del Kawasaki Frontale, che avrebbe quindi beneficiato della nuova normativa regolamentare che avrebbe garantito l'accesso in AFC Champions League per le seconde classificate.
Il raggiungimento del secondo posto da parte del Kawasaki Frontale determinò inoltre la retrocessione diretta del Cerezo Osaka, che un anno prima aveva perso il titolo: dopo un girone di andata negativo, il Cerezo era riuscito a rimontare lo svantaggio sulle altre pretendenti alla salvezza, raggiungendo il posto valido per i playout a tre gare dalla conclusione del torneo, perdendolo infine all'ultima giornata in favore dell'Avispa Fukuoka, avvantaggiato da una migliore differenza reti. I risultati del doppio confronto con il Vissel Kobe decreteranno infine il declassamento dell'Avispa. Chiuse la classifica il Kyoto Purple Sanga, che già alla penultima giornata risultava tagliato fuori da ogni possibilità di ottenere la salvezza.

## Classifica finale
|                     | Pos. | Squadra             | Pt | G  | V  | N  | P  | GF | GS | DR  |
| ------------------- | ---- | ------------------- | -- | -- | -- | -- | -- | -- | -- | --- |
| Giappone (bandiera) | 1.   | Urawa Reds          | 72 | 34 | 22 | 6  | 6  | 67 | 28 | +39 |
|                     | 2.   | Kawasaki Frontale   | 67 | 34 | 20 | 7  | 7  | 84 | 55 | +29 |
|                     | 3.   | Gamba Osaka         | 66 | 34 | 20 | 6  | 8  | 80 | 48 | +32 |
|                     | 4.   | Shimizu S-Pulse     | 60 | 34 | 18 | 6  | 10 | 60 | 41 | +19 |
|                     | 5.   | Júbilo Iwata        | 58 | 34 | 17 | 7  | 10 | 68 | 51 | +17 |
|                     | 6.   | Kashima Antlers     | 58 | 34 | 18 | 4  | 12 | 62 | 53 | +9  |
|                     | 7.   | Nagoya Grampus      | 48 | 34 | 13 | 9  | 12 | 51 | 49 | +2  |
|                     | 8.   | Oita Trinita        | 47 | 34 | 13 | 8  | 13 | 47 | 45 | +2  |
|                     | 9.   | Yokohama F·Marinos  | 45 | 34 | 13 | 6  | 15 | 49 | 43 | +6  |
|                     | 10.  | Sanfrecce Hiroshima | 45 | 34 | 13 | 6  | 15 | 50 | 56 | -6  |
|                     | 11.  | JEF United          | 44 | 34 | 13 | 5  | 16 | 57 | 58 | -1  |
|                     | 12.  | Omiya Ardija        | 44 | 34 | 13 | 5  | 16 | 43 | 55 | -12 |
|                     | 13.  | FC Tokyo            | 43 | 34 | 13 | 4  | 17 | 56 | 65 | -9  |
|                     | 14.  | Albirex Niigata     | 42 | 34 | 12 | 6  | 16 | 46 | 65 | -19 |
|                     | 15.  | Ventforet Kofu      | 42 | 34 | 12 | 6  | 16 | 42 | 64 | -22 |
|                     | 16.  | Avispa Fukuoka      | 27 | 34 | 5  | 12 | 17 | 32 | 56 | -24 |
|                     | 17.  | Cerezo Osaka        | 27 | 34 | 6  | 9  | 19 | 44 | 70 | -26 |
|                     | 18.  | Kyoto Purple Sanga  | 22 | 34 | 4  | 10 | 20 | 38 | 74 | -36 |

Legenda:

      Campione del Giappone e ammessa alla AFC Champions League 2007

      Ammessa alla AFC Champions League 2007

      Retrocessa in J.League Division 2 2007

Note:
Tre punti a vittoria, uno a pareggio, zero a sconfitta.

## Statistiche

### Classifica dei marcatori
| Gol | Rigori |  | Giocatore     | Squadra             |
| --- | ------ |  | ------------- | ------------------- |
| 26  | 4      |  | Washington    | Urawa Reds          |
| 26  |        |  | Magno Alves   | Gamba Osaka         |
| 20  | 3      |  | Juninho       | Kawasaki Frontale   |
| 18  | 1      |  | Kazuki Ganaha | Kawasaki Frontale   |
| 18  |        |  | Hisato Satō   | Sanfrecce Hiroshima |

| Gol | Rigori |  | Giocatore     | Squadra             |
| --- | ------ |  | ------------- | ------------------- |
| 18  | 4      |  | Lucas         | FC Tokyo            |
| 16  |        |  | Ryūji Bando   | Gamba Osaka         |
| 16  | 1      |  | Ueslei        | Sanfrecce Hiroshima |
| 16  | 2      |  | Cho Jae-Jin   | Shimizu S-Pulse     |
| 15  | 1      |  | Ryōichi Maeda | Júbilo Iwata        |